# Дебрене (Благоевград)
Дебрене је насељено место у општини Сандански у области Благоевград, Бугарска. Према попису из 2021. године био је 41 становник.
Према бугарском географу и историчару, Василу Канчову, у Дебрену је 1900. године живело 560 Словена хришћана. Село се први пут помиње 1365. године у документу који је издао деспот Угљеша Мрњавчевић, у коме Дебрене као посед манастира Света Богородица Спилетиса код Мелника постаје метох светогорског манастира Ватопед. Црква Свете Недеље и 17 сеоских кућа из 19. века родопског типа су споменици културе.